# Wojna (film 2015)
Wojna (duń. Krigen) – duński dramat wojenny z 2015 roku w reżyserii i według scenariusza Tobiasa Lindholma. Zdjęcia kręcono w Kopenhadze, Andaluzji (pustynia w Tabernas) oraz w tureckim mieście Konya.
Światowa premiera filmu miała miejsce 5 września 2015 roku podczas 72. MFF w Wenecji, w ramach którego film prezentowany był w sekcji „Horyzonty”.
Polska premiera filmu odbyła się 5 maja 2016 roku podczas 9. Międzynarodowego Festiwalu Filmów Niezależnych Netia Off Camera w Krakowie, gdzie obraz prezentowany był w sekcji „Odkrycia”. Do ogólnopolskiej dystrybucji filmowej film wszedł wraz z dniem 10 czerwca 2016.
Film został wyselekcjonowany jako oficjalny kandydat Danii do Oscara za najlepszy film nieanglojęzyczny podczas 88. ceremonii wręczenia Oscarów i ostatecznie zdobył nominację w tej kategorii.

## Obsada
- Pilou Asbæk jako Claus Michael Pedersen
- Søren Malling jako Martin R. Olsen
- Dar Salim jako Najib Bisma
- Tuva Novotny jako Maria Pedersen
- Charlotte Munck jako Lisbeth Danning
- Dulfi Al-Jabouri jako Lutfi „Lasse” Hassan

i inni

## Nagrody i nominacje
88. ceremonia wręczenia Oscarów
- nominacja: najlepszy film nieanglojęzyczny (Dania)

29. ceremonia wręczenia Europejskich Nagród Filmowych
- nominacja: Nagroda Publiczności (People's Choice Award) − Tobias Lindholm